# 카사나레주

카사나레 주

카사나레주(스페인어: Departamento de Casanare)는 콜롬비아 동부에 위치한 주로 주도는 요팔이며 면적은 44,640km2, 인구는 344,027명(2013년 기준), 인구 밀도는 7.7명/km2이다. 1991년 7월 4일에 신설되었으며 19개 지방 자치체를 관할한다. 북쪽으로는 아라우카 주, 동쪽으로는 비차다 주, 남쪽으로는 메타 주, 서쪽으로는 보야카 주, 쿤디나마르카 주와 접한다.

주기
주 문장